# Osie (gmina)
Osie – gmina wiejska w województwie kujawsko-pomorskim, w powiecie świeckim. W latach 1975–1998 gmina położona była w województwie bydgoskim. Siedzibą gminy jest Osie.
Gmina jest położona w dwóch mezoregionach: część północna w Borach Tucholskich, a południowa na Wysoczyźnie Świeckiej.
Na jej obszarze zlokalizowany jest fragment Leśnego Kompleksu Promocyjnego Bory Tucholskie oraz część tranzytowa Rezerwatu biosfery Bory Tucholski. Przez jej teren przepływa Wda, Prusina, Ryszka i Sobińska Struga oraz są położone zbiorniki wodne: Zbiornik Żur, Jezioro Mukrz, Jezioro Wierzchy, Jezioro Ciche, Jezioro Czerno, Jezioro Miedzno, Jezioro Martwe i Jezioro Piaseczno.
Według danych z 31 grudnia 2007 gminę zamieszkiwało 5314 osób. Natomiast według danych z 31 grudnia 2019 roku gminę zamieszkiwało 5496 osób.

## Struktura powierzchni
Według danych z roku 2005 gmina Osie ma obszar 209,61 km², w tym:
- użytki rolne: 21%
- użytki leśne: 69%

Gmina stanowi 14,23% powierzchni powiatu.

## Demografia

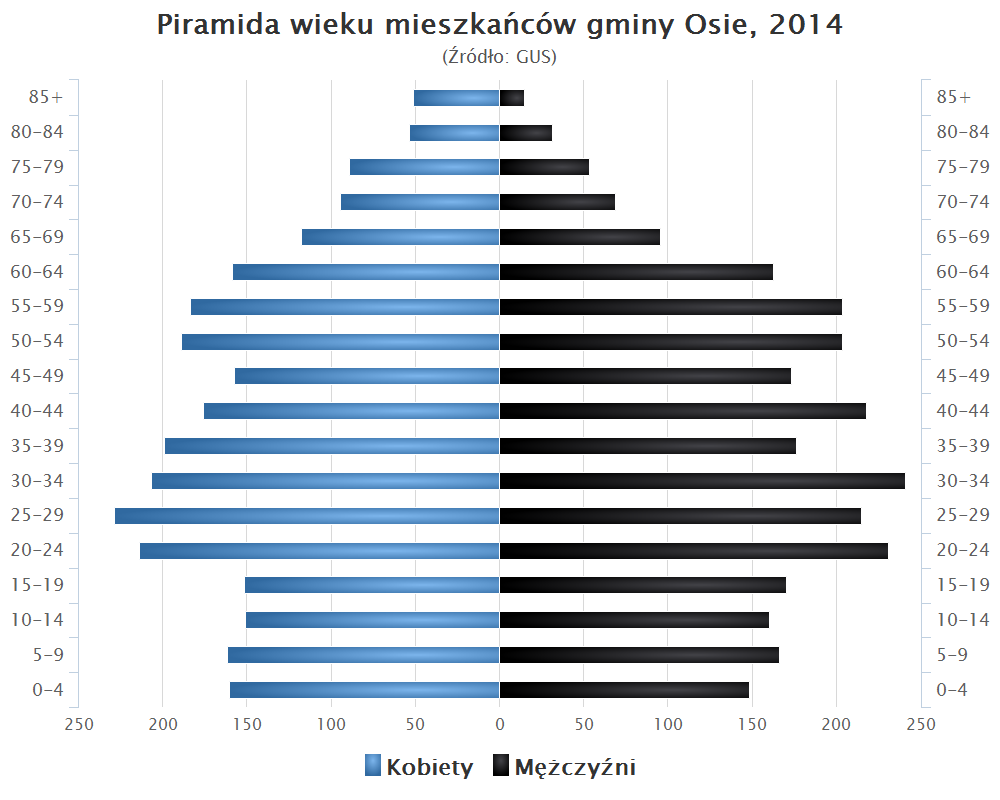
Piramida wieku mieszkańców gminy Osie w 2014 roku

Dane z 31 grudnia 2007:
| Opis                              | Ogółem | Ogółem | Kobiety | Kobiety | Mężczyźni | Mężczyźni |
| --------------------------------- | ------ | ------ | ------- | ------- | --------- | --------- |
| jednostka                         | osób   | %      | osób    | %       | osób      | %         |
| populacja                         | 5314   | 100    | 2678    | 50,4    | 2636      | 49,6      |
| gęstość zaludnienia (mieszk./km²) | 25,4   | 25,4   | 12,8    | 12,8    | 12,6      | 12,6      |

## Gospodarka
Osie jest najbogatszą gminą wiejską w powiecie świeckim (biorąc pod uwagę przychody podatkowe na mieszkańca).

## Ochrona przyrody

### Parki Krajobrazowe
Gmina leży na terenie Wdeckiego Parku Krajobrazowego.

### Rezerwaty przyrody
Na terenie gminy znajduje się aż 6 rezerwatów przyrody:
- Rezerwat przyrody Brzęki im. Zygmunta Czubińskiego – leśny, chroni las grądowy z udziałem jarzębu brekinii
- Rezerwat przyrody Dury – ścisły torfowiskowy, chroni rzadkie zespoły roślinne wodne i tofowiskowo-bagienne
- Rezerwat przyrody Jezioro Ciche – torfowiskowy, chroni śródleśne jeziora wraz z unikatową roślinnością wodną i torfowiskową
- Rezerwat przyrody Jezioro Martwe – torfowiskowy, chroni roślinność jezior dystroficznych, torfowiska przejściowych i wysokich
- Rezerwat przyrody Jezioro Piaseczno – krajobrazowy, chroni ekosystem jeziora Piaseczno i jego stan czystości wody
- Rezerwat przyrody Miedzno – faunistyczny, chroni miejsca lęgowe i żerowiska ptactwa wodnego i błotnego.

### Pomniki przyrody
Na terenie gminy znajdują się 63 pomniki przyrody ożywionej i 4 nieożywionej.

### Obszary NATURA 2000
W poszczególnych częściach gminy zlokalizowane są obszary Natura 2000:
- północno-centralna część Sandr Wdy (PLH040017) SOO
- cały obszar gminy Bory Tucholskie OSO[7].

### Obszar Chronionego Krajobrazu
Zachodnia część gminy jest położona w obrębie Śliwickiego Obszaru Chronionego Krajobrazu.

### Zespoły przyrodniczo-krajobrazowe
- Dolina rzeki Sobińska Struga o powierzchni 335,47 ha. utworzony w celu zachowania ekosystemów z wieloma gatunkami roślin chronionych i rzadkich oraz zachowania wybitnych walorów krajobrazowych. Zbiorowiska leśne sąsiadujące z rzeką to przede wszystkim olsy i grądy z obszarami źródliskowymi na zboczach. Do najcenniejszych obszarów należą tereny sąsiadujące z jeziorem Miedzno ze zbiorowiskami turzycowymi i łozowiskami
- Dolina rzeki Ryszki o powierzchni 358,41 ha. Przedmiotem ochrony jest dolina rzeki Ryszki, mocno wcięta w równinę sandrową Borów Tucholskich, zróżnicowana pod względem florystyczno–fitosocjologicznym. Na jego terenie znajdują się użytkowane łąki z licznymi zbiorowiskami turzyc.
- Rzeka Prusina o powierzchni 234 ha. Ochroną została objęta dolina rzeki Prusiny na odcinku Tleń – Szarłata. Występuje tu wiele rzadkich gatunków roślin charakterystycznych dla siedlisk grądowych[9].

### Użytki ekologiczne
Dnia 20 listopada 2015 roku ustanowiono 2 użytki ekologiczne. Pierwszy o nazwie „Uroczysko Chłop” o powierzchni 4,7 ha znajduje się na terenach leśnych wsi Radańska, drugi zaś o nazwie „Uroczysko Niedźwiedź” i powierzchni 8,64 ha na terenach Osia.

## Turystyka

### Szlaki turystyczne
Przez obszar gminy znajdują się następujące szlaki piesze:
- Szlak harcerzy Światowida – długość 10,6 km

Przebieg stacja PKP Łążek – most na Wdzie w Starej Rzece
- ścieżynka Zagłoby – długość 19 km

Przebieg: stanica wodna PTTK w Tleniu – Tleń – leśniczówka Czarna Woda - jez. Piaseczno - most na Wdzie w Starej Rzece – Radańska – stacja PKP Osie
- im. Zagłoby-Zyglera – długość 15,5 km

Przebieg: stanica wodna PTTK w Tleniu – Tleń – wiadukt kolejowy przy szosie Tleń-Osie – Grzybek – Skrzyniska - szkoła w Wierzchach
- szlak Piętaszków – długość - 4,2 km

Przebieg: wokół jeziora Mukrz
- szlak łącznikowy - długość - 4 km

Przebieg: rynek w Osiu – szlak Zagłoby-Zyglera
- Stu z nieba – długość - 58 km (z czego 19,5 na terenie gminy)

Przebieg: Warlubie – jez. Miedzno - leśnictwo Orli Dwór – rez. „Brzęki” – brukowana droga Osie-Skórcz – most na Wdzie w Starej Rzece – Sarnia Góra – Zazrdość – Śliwice – Szlachta
- szlak Klubu Turystów „Wszędołazy” – długość 28 km (8 km na terenie gminy)

Przebieg: stanica wodna PTTK w Tleniu – Wierzchy – Wylewy – leśnictwo Smolarnia – Zdroje – Zielonka – Wierzchucin Stary – Cekcyn
- Cisów staropolskich' – długość 26,5 km (12 km na terenie gminy)

Przebieg: stacja PKP Tleń – most na Prusinie - ośrodek Geovita – Wierzchy – Wylewy – Zgorzały Most – Homer – rez. Cisy Staropolskie – Błądzim
- Partyzantów AK – długość 103 km

Przebieg: Czersk Świecki – Błędno – Śliwice – Szlachta.
Oprósz szlaków pieszych wyznaczono 7 tras do nordic walking.

### Zabytki
Wykaz zarejestrowanych zabytków nieruchomych na terenie gminy:
- zespół kościelny parafii pod wezwaniem Podwyższenia Krzyża w Osiu, obejmujący: kościół z 1901 roku; cmentarz przykościelny; plebanię z końca XIX w.; organistówkę z 1894, przy ul. Kościelnej 4, nr A/184/1-3 z 22.06.2004 roku
- szkoła i budynek gospodarczy murowano-drewniany z 1914 roku w Starej Rzece, nr A/1393/1-2 z 27.10.2008 roku
- brukowany trakt leśny Tleń-Osie („Trakt Napoleoński”) z 1807 roku w Tleniu, nr 27/A z 20.02.1969 roku.

## Kolej
Przez gminę przebiega niezelektryfikowana linia kolejowa nr 215 Laskowice Pomorskie-Bąk ze stacją w Osiu oraz przystankami osobowymi w Tleniu, Łążku i Kwiatkach.

## Drogi dojazdowe
Drogi dojazdowe do gminy:
- A1E75
- drogi wojewódzkie 214, 238

## Cmentarze ewangelickie
Na obszarze gminy funkcjonowały cmentarze ewangelickie w następujących miejscowościach:
trzy w Brzezinach, Grabowa Buchta, Osie, Stara Rzeka, Szarlata, Tleń, Wierzchy, Zgorzały Most, Żur. Ponadto w Osiu był zlokalizowany nieistniejący kościół ewangelicki.

## Sołectwa
Brzeziny, Jaszcz, Łążek, Miedzno, Osie, Pruskie, Radańska, Stara Rzeka, Tleń, Wałkowiska, Wierzchy.

## Sąsiednie gminy
Cekcyn, Drzycim, Jeżewo, Lniano, Osiek, Śliwice, Warlubie